# Gustav Sachers
Gustav Sachers (20. srpna 1831 Machnín – 7. prosince 1874 Liberec) byl český architekt a majitel stavební firmy.

## Život a dílo
Gustav Sachers se narodil 20. srpna 1831 do rodiny mechanika. Vyrůstal v Machníně (tehdejší Machendorf). Již v dětství patřilo k jeho oblíbeným hrám stavění domů a hradů z kamenů, kůry nebo jílu. Po vyučení u libereckého stavitele Antona Holluba, odešel do Mnichova a vydělával si zednickou prací. Získal kontakty a přátele mezi mnichovskými architekty, sochaři a malíři. Na jejich doporučení se zapsal v roce 1853 na Akademii výtvarných umění, obor architektura. Jedním z jeho spolužáků byl také Wilhelm Busch, se kterým se spřátelil. Po studiích se vrátil do Čech a začal pracoval jako architekt v Liberci. Ambice a úspěchy jej přivedly k možnosti cestovat. V roce 1860 se chtěl vydat s přítelem na cestu do Ameriky. Ale na radu Antona Holluba zůstal v Liberci a během roku, 26. května 1861 se oženil s Hollubovou dcerou. V prvních letech po návratu do Liberce pracoval jako zástupce ve firmě tchána, stavitele Holluba. V roce 1863 založil vlastní firmu. Firma byla úspěšná a záhy patřila mezi jednu z největších v Liberci.
V tvorbě Gustava Sacherse byl patrný vliv přísného historismu. K jeho počátečním stavbám patřil například evangelický kostel v Liberci, postavený v letech 1864 až 1868. Jeho nejvýznamnější realizací byla vila pro rodinu barona Johanna Liebiega mladšího, postavená mezi lety 1870 až 1872, ve stylu severoitalských vil. V roce 1865 firma postavila novou městskou tělocvičnu. Vzhledem k přestavbě městského centra však byla tělocvična v osmdesátých letech devatenáctého století zbourána.
Baron Johann Liebieg získal v roce 1863 smiřické panství. Ve Smiřicích budované průmyslové podniky si vyžádaly přestavbu dosavadní železniční zastávky a výstavbu nové staniční budovy. Liebieg odmítl standardní drážní budovu a nechal v roce 1864 postavit objekt podle svých představ a na své náklady. Realizaci svěřil v roce 1864 staviteli Gustavu Sachersovi, který je pravděpodobně také autorem budovy smiřického nádraží.
V Jablonci nad Nisou realizoval Sachers dvoupatrovou reprezentativní budovu Staré radnice. V Českém Dubu postavil pro továrníka Franze Schmitta rodinou vilu v blízkosti továrního komplexu firmy Schmitt a dělnickou kolonii Šestidomy pro zaměstnance továrny.
Ještě pod stavitelovým vedením začala firma v Liberci stavět sídlo krajského soudu, které bylo dostavěno až tři roky po jeho smrti, v roce 1877.
Gustav Sachers zemřel 7. prosince 1874. Firmu převzal bratr Heinrich společně se stavitelem Gärtnerem. Děti Gustava Sacherse byli ještě nezletilé. Staršímu Gustavovi bylo dvanáct let (narozen 1862) a mladší Alfred se narodil roku 1869. V této době byla postavena liberecká radnice a městské divadlo. Po studiích převzali firmu v roce 1891 synové a změnili jméno firmy na Gustav Sachers Söhne. Za jejich vedení firma postavila množství průmyslových staveb a městských domů a do roku 1945 patřila k nejvýznamnějším libereckým stavebním podnikům. Po válce firma zanikla.

### Syn Gustav Alfred Sachers
Syn Gustav Alfred Sachers založil spolu se stavebním inženýrem Josefem Krämmelem v roce 1947 stavební firmu v Geretsriedu v Bavorsku. Společnost stavěla zpočátku obytné domy a později komerční objekty. V regionu se stala záhy prosperující firmou.
Od ledna roku 1980 se Sachers osamostatnil a pracoval pod značkou Sachers Bau. Jeho prosperující firma zajišťovala v osmdesátých letech stavby obytných komplexů, škol, kostelů i průmyslových staveb.

## Stavby firmy (výběr)
- 1864 Nádraží ve Smiřicích
- 1864 Obnova smiřického zámku[6]
- 1864 – 1868 Evangelický kostel v Liberci (zbořen 1976)
- 1867 – 1869 Stará radnice v Jablonci nad Nisou
- 1870 – 1872 Společenský dům v Turnově, Hluboká 146
- 1872 Rekonstrukce Libereckého zámku
- 1872 Vila Johanna Liebiega mladšího v Liberci
- 1874 Vila Franze Schmitta v Českém Dubu
- 1906 – 1907 Rekonstrukce kostela Nanebevzetí Panny Marie v Raspenavě[7]
- 1911 – 1912 Obytný dům pro firmu Möldner a spol.[8]

## Galerie

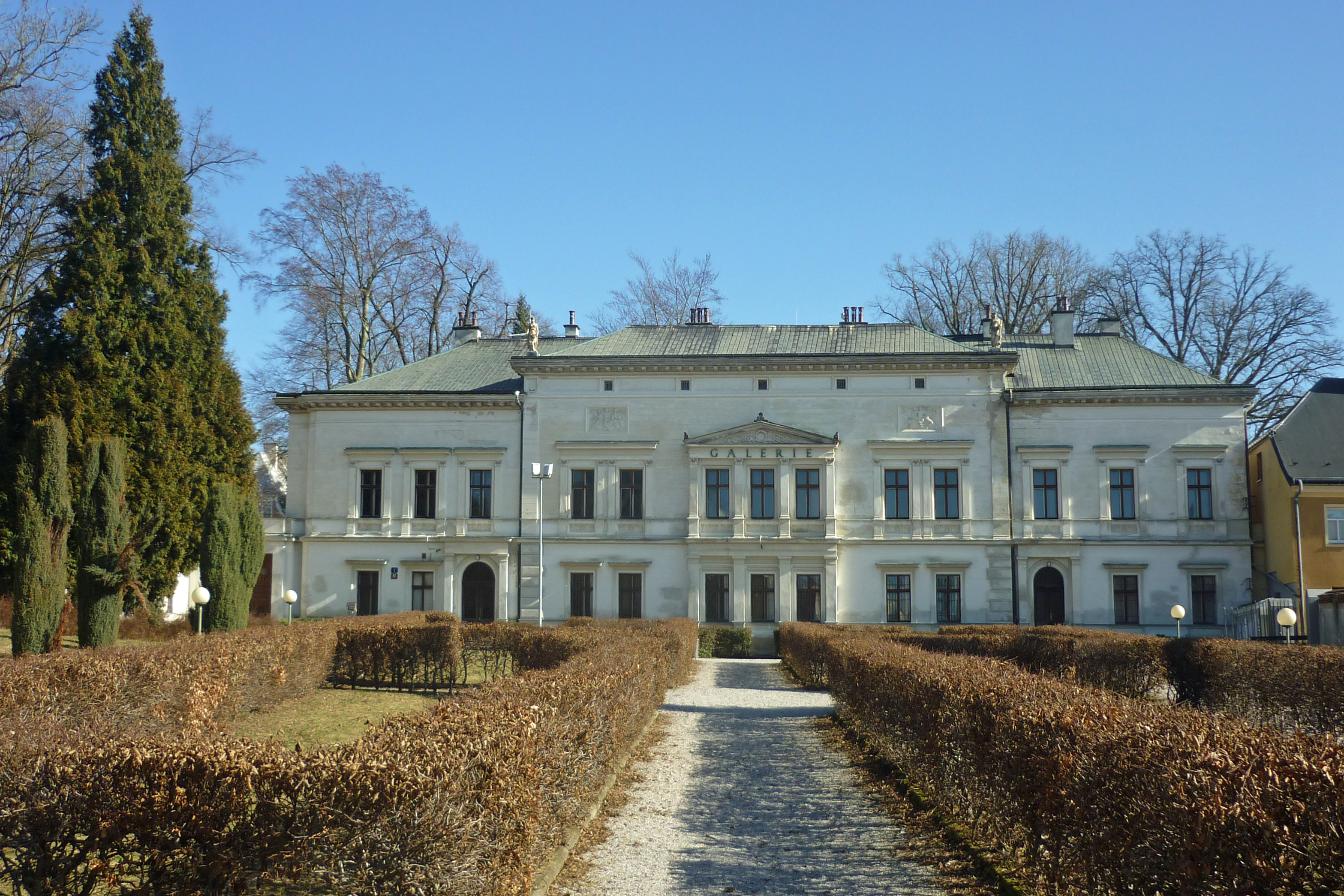
„Liebiegův palác“
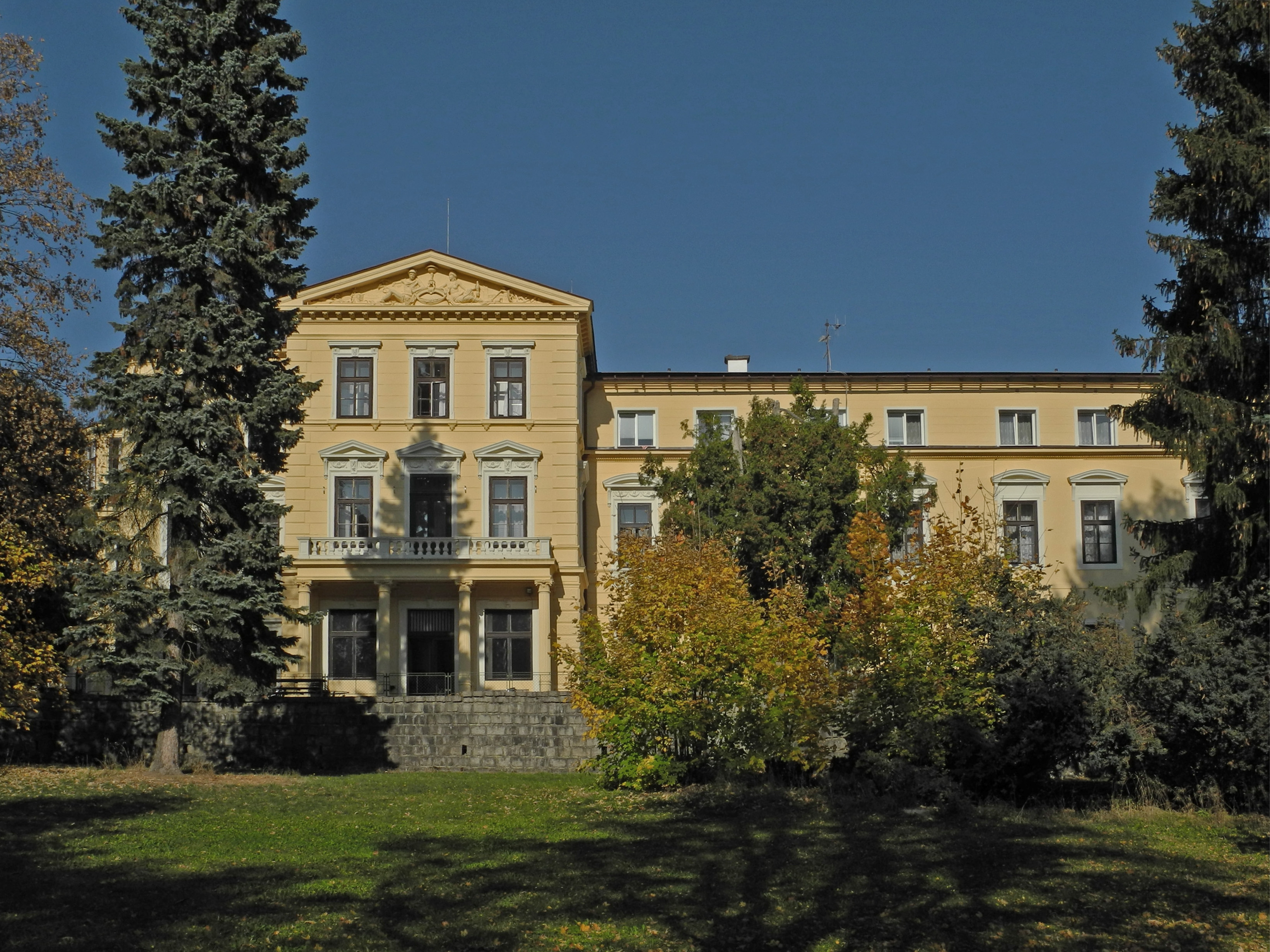
Schmittova vila
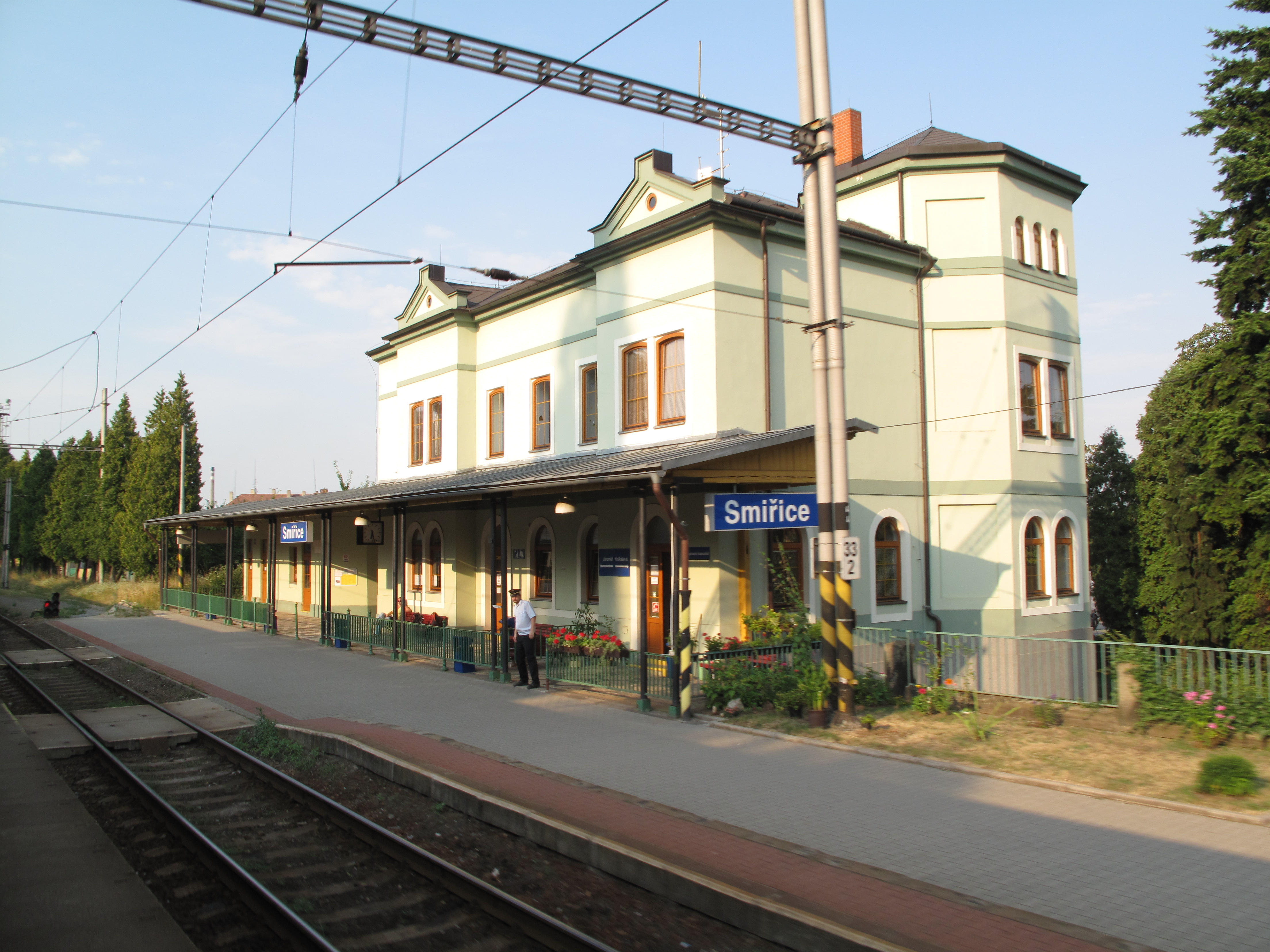
Nádraží ve Smiřicích